# Преждевременное погребение (рассказ)
«Преждевременное погребение» («заживо погребённые», англ. The Premature Burial) — рассказ американского писателя Эдгара Аллана По 1844 года в жанре хоррор. Был впервые опубликован в «The Philadelphia Dollar Newspaper». Эдгар По написал рассказ в коттедже в Блумингдейле возле Нью-Йорка, при этом По в это время также работал над стихотворением «Ворон».

## Сюжет
Эдгар По начинает рассказ описанием нескольких случаев погребения людей заживо. При этом он стремится отделить выдуманные истории от реальных, замечая, что реальные истории, затрагивающие тему смерти, читаются «с дрожью мучительного наслаждения», а выдуманные внушают отвращение. После красочного описания наиболее драматических из имевших место случаев погребения заживо начинается основное повествование.
Рассказчик — человек, страдающий каталепсией. Неоднократно он впадал в летаргический сон на несколько дней или недель. Болезнь развивалась постепенно, так что окружающие знали о его болезни. Из-за своей болезни рассказчик увлёкся эзотерической литературой, много размышлял о потустороннем мире и о смерти. В результате он стал бояться сна, во время которого его постоянно посещали ночные кошмары.
Однажды рассказчик проснулся от очередного ночного кошмара в полном беспамятстве, в душной атмосфере и обстановке абсолютного покоя. Открыв глаза, он увидел только абсолютную темноту. Навеянный страхами инстинктивный крик не удался, поскольку челюсти были чем-то подвязаны. Руки, лежавшие ранее скрещенными на груди, при попытке поднять их наткнулись на что-то деревянное и прочное чуть выше головы. Одновременно рассказчик понял, что странный запах — это запах сырой земли. «Сомнений не оставалось: я наконец действительно лежал в гробу». Рассказчик понял, что очередной припадок случился с ним вдали от дома, среди незнакомых людей, не знавших о его болезни и похоронивших его.
Однако на самом деле путешествовавшего рассказчика застал дождь. Он спрятался на барже, гружёной садовой землёй, заночевав в маленькой каюте и подвязав себе голову шёлковым платком вместо ночного колпака. Всё остальное было плодом известной направленности его мысли. Пережитое потрясение заставило рассказчика навсегда расстаться со своими могильными страхами. Более того, его покинули и сами приступы каталепсии.

## Историческая основа
Публицист Гейл Джарвис предположил, что сюжет рассказа мог возникнуть на основе известной в то время истории о преждевременном погребении Анны Хилл Картер, жены губернатора Вирджинии и матери будущего генерала Роберта Ли. Это произошло в 1804 году на плантации Стратфорд-Холл, и, хотя факт не был задокументирован, стал широко известен в Америке в 1840-е годы.

## Основные темы рассказа
Тема новеллы — погребение заживо — одна из традиционных в творчестве По. Она присутствует также в его рассказах:
- Береника
- Бочонок амонтильядо
- Падение дома Ашеров